# 스캇 반스
스캇 마이클 반스(Scott Michael Barns, 1987년 9월 5일 ~ )은 미국의 야구 선수이다

## 아마추어 선수 시절
매사추세츠주 스프링필드에 위치한 캐서드랄 고등학교를 다녔고, 졸업 후 뉴욕의 세인트존스 대학교에 입학한다.

## 프로 선수 시절
2008년 신인 드래프트에서 샌프란시스코 자이언츠의 8라운드 지명을 받고 입단한다. 2009년 7월 28일, 라이언 가코를 상대로 한 트레이드로 클리블랜드 인디언스로 이적한다.

## 참조
1. ↑  Giants acquire Garko from Indians Club ships Class A left-hander Barnes to Cleveland[깨진 링크(과거 내용 찾기)] SFGiants.com 2009-7-30